# Guillamino
Pau Guillamet, més conegut com a Guillamino, és un músic de pop i música electrònica català. La música de Guillamino beu de nombrosos corrents de l'electrònica (dub, hip hop, house, minimal) amb algunes incursions al soul i fins i tot a la sardana (El mal moment a Eivissa). Aquesta barreja li ha permès actuar arreu del món (Japó, Xile, Uruguai, a la majoria de països Europeus, Estats Units, Palestina, Marroc…) i en festivals com Sónar, Primavera Sound, BAM, Electro, PopArb, Senglar Rock, MMVV, Altaveu. o el Black Music Festival
A més de la seva carrera particular, Guillamino s'ha involucrat en múltiples aventures musicals. Ha coordinat el projecte de revisió de sardanes Música de ball, que implica artistes de l'escena independent barcelonina com 12Twelve o Llibert Fortuny. L'any 2007 presenta el llibredisc En/doll (Bankrobber/labreu edicions) al costat del poeta Josep Pedrals, treballa amb la innovadora interfície musical Reactable i porta a terme la producció eXile amb el cantautor xilè Manuel García. L'any 2009 va impulsar dos nous espectacles dedicats a la creació de música en temps real: Guillamino 0>100 i Guillamino a la classe de les girafes (aquest darrer per a nens).
Pau Guillamet també ha realitzat sintonies per programes de televisió, ràdio i publicitat, a més d'altres espectacles teatrals i infantils. Destaca la seva col·laboració a Hipermembrana, de Marcel·lí Antúnez. Guillamino va posar música a les campanades de cap d'any 2007-08 per TV3, utilitzant el reacTable.
L'11 de gener de 2014 es va estrenar al Museu d'Art Contemporani de Barcelona un curtmetratge sobre Guillamino anomenat Vaig tocar amb les mans, realitzat per Frédéric Beaumont i David Gutiérrez Camps.
El 2017, publica la Cançó de l'Estiu de TV3, amb el títol "Perquè tu, perquè jo".

## Discografia
- 2003: 1 dia (BankRobber)
- 2005: Somnis de llop (BankRobber)
- 2006: Atzavara (Third Ear Recordings), recopilatori llençat a nivell internacional
- 2007: En/Doll (Bankrobber/labreu edicions), disc conjunt amb Josep Pedrals
- 2008: eXile (Bankrobber), disc conjunt amb Manuel García. eXile es va publicar en disc l'abril de 2008 sota el segell Bankrobber, amb les cançons "Delia", "Cançó explícita", "País petit", "Exilio", "Bella i sola / Lletra d'assassí per amor", "El arado", "Madrid 1937", "Alçaré el crit", "Romanç miserable", "Santiago de Chile" i "Epíleg". eXile és un espectacle musical dirigit pel músic català Guillamino i el cantautor xilè Manuel García. Va ser la producció inaugural del Mercat de la Música Viva de Vic 2007. Una primera versió de l'espectacle es va veure el març de 2007 a Santiago de Xile. Es basa en poemes d'autors que van viure l'exili com Pere Quart i Pablo Neruda, a més de recuperar cançons de Lluís Llach, Víctor Jara i Silvio Rodríguez. Els músics que hi han participat són: Manuel García (veu i guitarra), Pau Guillamet (veu, guitarra i ordinador), Miquel Sospedra (baix), Toni Molina (bateria), Nano Stern (violí i percussions), Alejandro Soto (piano), Jordi Rudé (guitarra), Sisu Coromina (saxo),
- 2008: Les minves de gener (Bankrobber)
- 2010: Whip gymnastix - 12" (Bankrobber)
- 2011: Fang (Bankrobber)
- 2013: Un altre jo, amb Guillamino & the Control Z's[5]
- 2018: Fra Júpiter